# Nuutilansaari (ö i Norra Karelen, Joensuu, lat 62,90, long 30,13)
Nuutilansaari är en ö i Finland. Den ligger i sjön Venäjänjärvi och i kommunen Joensuu i den ekonomiska regionen  Joensuu ekonomiska region  och landskapet Norra Karelen, i den sydöstra delen av landet, 400 km nordost om huvudstaden Helsingfors. Öns area är 1,4 hektar och dess största längd är 180 meter i sydväst-nordöstlig riktning.